# Oliver Kylington
Oliver Kylington (né le 19 mai 1997 à Stockholm en Suède) est un joueur professionnel suédois de hockey sur glace. Il évolue au poste de défenseur pour les Islanders de New York dans la LNH.

## Biographie

### Carrière en club
Il est d'origine érythréenne par sa mère qui a fui une guerre civile dans son pays alors qu'elle était adolescente. Formé à l'AIK IF, il poursuit son apprentissage dans les équipes de jeunes de Djurgården, du Södertälje SK et du Färjestad BK. Il passe professionnel avec Färjestad dans la SHL en 2013. Lors de la saison suivante, il est prêté à l'AIK IF dans l'Allsvenskan, le deuxième niveau national. Il est choisi au deuxième tour, en 60e position par les Flames de Calgary lors du repêchage d'entrée dans la LNH 2015. En 2015, il part en Amérique du Nord. Il est assigné au Heat de Stockton dans la Ligue américaine de hockey. Il joue son premier match dans la Ligue nationale de hockey avec les Flames le 9 avril 2016 face au Wild du Minnesota. Le 8 décembre 2018, il marque son premier but et sa première assistance dans la LNH face aux Predators de Nashville.
Kylington rate la saison 2022-2023 ainsi que la première moitié de la saison 2023-2024 pour des raisons personnelles. À l'issue de la saison 2023-2024, il est nommé finaliste du trophée Bill-Masterton, remis au joueur ayant démontré le plus de persévérance, d'esprit d'équipe et de dévouement au hockey.
Le 6 mars 2025, l'Avalanche l'échange aux Islanders de New York en compagnie de l'espoir Calum Ritchie, d'un choix de 1er tour en 2026 ou 2027 et d'un choix conditionnel de 3e tour en 2028. En retour, l'Avalanche reçoit les joueurs de centre Brock Nelson et William Dufour. Dans cette transaction, New York retient la moitié du salaire de six millions de Brock Nelson. Le lendemain, Kylington est envoyé aux Ducks d'Anaheim en échange de considérations futures.

### Carrière internationale
Il représente la Suède en sélection jeune.

## Statistiques

### En club
| Saison     | Équipe                | Ligue       |     | Saison régulière | Saison régulière | Saison régulière | Saison régulière | Saison régulière |   | Séries éliminatoires | Séries éliminatoires | Séries éliminatoires | Séries éliminatoires | Séries éliminatoires |
| Saison     | Équipe                | Ligue       | PJ  | B                | A                | Pts              | Pun              | PJ               | B | A                    | Pts                  | Pun                  |                      |                      |
| 2013-2014  | Färjestad BK          | SHL         | 32  | 2                | 4                | 6                | 6                | 12               | 0 | 2                    | 2                    | 2                    |                      |                      |
| 2014-2015  | Färjestad BK          | SHL         | 18  | 2                | 3                | 5                | 4                | -                | - | -                    | -                    | -                    |                      |                      |
| 2014-2015  | AIK IF                | Allsvenskan | 17  | 4                | 3                | 7                | 6                | -                | - | -                    | -                    | -                    |                      |                      |
| 2015-2016  | Heat de Stockton      | LAH         | 47  | 7                | 5                | 12               | 14               | -                | - | -                    | -                    | -                    |                      |                      |
| 2015-2016  | Flames de Calgary     | LNH         | 1   | 0                | 0                | 0                | 0                | -                | - | -                    | -                    | -                    |                      |                      |
| 2016-2017  | Heat de Stockton      | LAH         | 60  | 6                | 21               | 27               | 22               | 5                | 0 | 1                    | 1                    | 0                    |                      |                      |
| 2017-2018  | Heat de Stockton      | LAH         | 62  | 7                | 28               | 35               | 8                | -                | - | -                    | -                    | -                    |                      |                      |
| 2018-2019  | Heat de Stockton      | LAH         | 18  | 7                | 7                | 14               | 8                | -                | - | -                    | -                    | -                    |                      |                      |
| 2018-2019  | Flames de Calgary     | LNH         | 38  | 3                | 5                | 8                | 10               | -                | - | -                    | -                    | -                    |                      |                      |
| 2019-2020  | Heat de Stockton      | LAH         | 3   | 3                | 0                | 3                | 0                | -                | - | -                    | -                    | -                    |                      |                      |
| 2019-2020  | Flames de Calgary     | LNH         | 48  | 2                | 5                | 7                | 16               | -                | - | -                    | -                    | -                    |                      |                      |
| 2020-2021  | Flames de Calgary     | LNH         | 8   | 0                | 1                | 1                | 0                | -                | - | -                    | -                    | -                    |                      |                      |
| 2021-2022  | Flames de Calgary     | LNH         | 73  | 9                | 22               | 31               | 14               | 12               | 1 | 2                    | 3                    | 8                    |                      |                      |
| 2023-2024  | Wranglers de Calgary  | LAH         | 2   | 0                | 0                | 0                | 4                | -                | - | -                    | -                    | -                    |                      |                      |
| 2023-2024  | Flames de Calgary     | LNH         | 33  | 3                | 5                | 8                | 12               | -                | - | -                    | -                    | -                    |                      |                      |
| 2024-2025  | Avalanche du Colorado | LNH         | 13  | 1                | 3                | 4                | 4                | -                | - | -                    | -                    | -                    |                      |                      |
| 2024-2025  | Ducks d'Anaheim       | LNH         | 6   | 0                | 1                | 1                | 4                | -                | - | -                    | -                    | -                    |                      |                      |
| Totaux LNH | Totaux LNH            | Totaux LNH  | 220 | 18               | 42               | 60               | 60               | 12               | 1 | 2                    | 3                    | 8                    |                      |                      |

### En équipe nationale
| Année | Équipe    | Compétition                  |   | PJ | B | A | Pts | Pun | +/-      |  | Résultat |
| 2015  | Suède U18 | Championnat du monde -18 ans | 5 | 0  | 2 | 2 | 4   | -7  | 8e place |  |          |
| 2017  | Suède U20 | Championnat du monde junior  | 7 | 0  | 4 | 4 | 8   | +4  | 4e place |  |          |